# Тридесет коња (ТВ филм)
„Тридесет коња” је југословенски ТВ филм из 1988. године. Режирао га је Младен Јуран а сценарио су написали Иво Брешан и Вјекослав Калеб.

## Радња
Столар Баре Цуквић (Борис Дворник) са супругом (Зоја Одак), отац четверо деце, схвати да је дошло "вриме велике промине" и да му живот 1946. године пружа велику шансу да се искаже пред мештанима. Огорчен национализацијом, "класни непријатељ" Виценцо (Свен Ласта) са супругом (Милена Дравић) одбија показати како се управља мотором млина. Амбициозни столар Баре улази у каријеристичку авантуру "велике промене" и преузима млин, иако нема појма о раду мотора. Нови социјални статус "господара 30 коња" може га, међутим, одвести до високе политичке позиције председника Месног одбора.

## Улоге
| Глумац          | Улога        |
| --------------- | ------------ |
| Борис Дворник   | Баре         |
| Милена Дравић   | Јурка        |
| Свен Ласта      | Шјор Вићенцо |
| Јосип Генда     | Председник   |
| Милан Штрљић    | Цензура      |
| Аљоша Вучковић  | Трабакулар   |
| Драго Мештровић | Наполеон     |
| Паве Цала       |              |
| Борис Фестини   |              |

Остале улоге  ▼
| Глумац                | Улога          |
| --------------------- | -------------- |
| Мате Гулин            |                |
| Васја Ковачић         |                |
| Звонко Лепетић        |                |
| Жељко Мавровић        |                |
| Зоја Одак             |                |
| Весна Орел            | Згодна девојка |
| Ђуро Утјешановић      |                |
| Предраг Пређо Вусовић | Дон Ђованни    |